# Yushin-Verfassung
Die Yushin-Verfassung oder Yusin-Verfassung (koreanisch 유신), offiziell Verfassung der Republik Korea (Nr. 8), war die achte Verfassung Südkoreas.
Der koreanische Begriff Yushin bedeutet in etwa „Erneuerung“ oder „Modernisierung“, wird jedoch in diesem Zusammenhang häufig mit dem Wort „Restauration“ übersetzt. Geprägt wurde die Verfassung durch den damaligen Präsidenten Park Chung-hee, unter dessen Regierung sie am 27. Dezember 1972 in Seoul erlassen wurde. Sie löste die siebte Verfassung der Republik Korea ab, die erst 1969 in Kraft getreten war. Der Erlass gilt als Beginn der vierten Republik, die auch den Beinamen Yushin-System oder Yushin-Periode trägt. Die Verfassung wurde am 27. Oktober 1980 außer Kraft gesetzt.
Park äußerte sich 1971 wie folgt zum Yushin-System:

„Das Yushin-System ist weder nachahmendes noch abhängiges, sondern ein kreatives und unabhängiges System. Wir müssen den Standpunkt der abhängigen Verhältnisse von stärkeren Nationen zur Kooperation und -existenz mit anderen Nationen verändern. Wir müssen unsere eigenen Probleme selber lösen, um von anderen Nationen nicht abhängig zu sein. Mit Hilfe dieses Systems können wir dann das Selbstvertrauen und Unabhängigkeit etablieren.“

## Vorgeschichte

### Notwendigkeit einer neuen Verfassung
Anfang der 1970er Jahre verschärfte sich die Lage rund um Südkorea zusehends. Nicht nur innerpolitisch hatte die Demokratische Republikanische Partei (koreanisch 민주공화당 Minjugonghwa-dang) um den amtierenden Präsidenten Park mit Rückschlägen zu kämpfen. So hatte Kim Dae Jung (Neue Demokratischer Partei, koreanisch 신민당 Sinmin-dang) bei den Wahlen im April 1971 circa 44 Prozent der Stimmen auf sich vereinen können und war Park damit nur knapp unterlegen. Dies führte zu gewaltsamen Studentenproteste, die sich bald auf weite Teile Südkoreas ausbreiteten.
Auch außenpolitisch verschlechterte sich die Lage. Durch die Nixon-Doktrin wurden knapp 20.000 amerikanische Soldaten aus Korea abgezogen – die Auflösung der in Südkorea stationierten amerikanischen Streitkräfte sollte in den kommenden Jahren erfolgen. Zunehmend richtete sich Nordkoreas Blick Richtung Süden. Die Regierung in Seoul bemühte sich um Annäherungsversuche mit Pjöngjang, die teilweise große Erfolge erzielten.
Um seine Macht weiterhin zu sichern und Südkorea die nötige Stabilität zu verleihen, rief Park am 6. Dezember 1971 den staatlichen Notstand aus. Fast acht Monate später, am 17. Oktober 1972 verkündete Park während einer Rundfunkrede, dass die Geschehnisse der vergangenen Monate eine Neuordnung des Landes benötigten und dazu eine neue Verfassung erlassen werden müsse. Knapp einen Monat später, am 21. November, wurde per Volksabstimmung über diese neue Verfassung, die die alten Machtverhältnisse der Rhee-Ära wiederbeleben sollte, entschieden.
Obwohl ihr Inhalt bekannt war und vor allem die ärmere koreanische Bevölkerung unter Park Chung-hees Regierung litt, fiel die Wahl mit 12,8 Millionen Ja-Stimmen, 1,08 Millionen Nein-Stimmen und 1,7 Millionen Enthaltungen eindeutig für die neue Verfassung aus. Dies war überwiegend auf die gute wirtschaftliche Situation im Land, die durch Parks Regierung stark gefördert wurde und große Zufriedenheit in der Mittel- und Oberschicht schaffte und auf die Verankerung der konfuzianischen Philosophie in der koreanischen Gesellschaft zurückzuführen.

### In Kraft treten
Doch nicht nur Süd-, sondern auch Nordkorea arbeitet in den letzten Tagen des Jahres 1972 an einer neuen Verfassung. Nahezu zeitgleich traten die beiden neuen koreanischen Verfassungen am 27. Dezember 1972 in Kraft. Während die Verfassung der Demokratischen Volksrepublik Korea jedoch bis heute in ihren Grundzügen besteht, wurde bereits im Jahre 1980 eine veränderte und 1987 eine neue Verfassung für die Republik Korea erlassen.

## Verfassungsinhalt und markante Änderungen
Park war es nach seinem Wahlsieg 1971 untersagt ein weiteres Mal zu kandidieren, da die alte Verfassung nur eine Amtszeit von maximal drei Perioden vorsah (Änderung der Verfassung 1969). Um weiterhin Präsident Südkoreas bleiben zu können, änderte er die Verfassung ein weiteres Mal zu seinem Vorteil ab.

### Aufbau
Die koreanische Verfassung bestand aus 126 Artikeln, die in 12 Kapitel unterteilt waren. Sie beschäftigten sich überwiegend mit der Zusammensetzung der Exekutive und Legislative. Die neue Verfassung setzte sich wie folgt zusammen:
Präambel
1. Kapitel – allgemeine Vorschriften
2. Kapitel – Rechte und Pflichten der Bürger
3. Kapitel – Die Nationale Wiedervereinigungskonferenz
4. Kapitel – Präsident
5. Kapitel – Regierung
  1. Premierminister und Staatsratsmitglieder
  2. Staatsrat
  3. Exekutivminister
  4. Aufsichtsamt
6. Nationalversammlung
7. Gerichte
8. Verfassungsrat
9. Wahlen
10. Lokalregierung
11. Wirtschaft
12. Verfassungsänderungen

### Bürgerrechte
Die neue Verfassung brachte einige Nachteile und Einschränkungen für die koreanische Bevölkerung mit sich. Die Konstitution selbst enthielt dabei keine offensichtlich problematischen Artikel, sondern veränderte oder ergänzte bereits vorhandene so, dass sie zu Gunsten Parks Regierung ausgelegt werden konnte. Besonders auffällig sind hierbei die Artikel 10 (1) und 32 (2).

“모든 국민은 신체의 자유를 가진다. 누구든지 법률에 의하지 아니하고는 체포·구금·압수·수색·심문·처벌·강제노역과 보안처분을 받지 아니한다.”

„Jeder Bürger soll persönliche Freiheit genießen. Niemand darf festgenommen, inhaftiert, ergriffen, verfolgt, verhört, zur Zwangsarbeit gezwungen oder aus Sicherheitsvorkehrungen festgehalten werden, soweit nicht gesetzlich anders vorgesehen.“

“국민의 자유와 권리는 헌법에 열거되지 아니한 이유로 경시되지 아니한다.”

„Gesetze, die die Freiheit und Rechte dieser Nation beschränken, sollen nur bei Bedarf zur nationalen Sicherheit, Verwaltung oder zum Wohle der Öffentlichkeit verabschiedet werden.“

Diese Artikel limitierten die Grund- und Menschenrechte der Bürgerinnen und Bürger stark, da sie jederzeit, vor allem durch sogenannte Notfallverordnungen, teilweise oder vollständig außer Kraft gesetzt werden konnten.

### Notfallverordnung
Um sich Sonderrechte einzuräumen und im Bedarfsfall unabhängig von der Regierung handeln zu können, fügte Park mit Artikel 53 die umfangreichen Notfallverordnungen ein. So konnte Park im Bedarfsfall umfassende Notfallmaßnahmen einleiten. Die erste dieser Notfallverordnungen, die am 8. Januar 1974 verhängt wurde, untersagte jegliche Kritik oder Ablehnung der Yushin-Verfassung und stellte diese als Vergehen unter Gefängnisstrafe. Die zweite Notfallverordnung, die am selben Tag erschien, besagte, dass Verstöße gegen diese Verordnung ohne richterliche Ermächtigung bestraft werden konnten. Die im Mai 1975 veröffentlichte neunte Notfallverordnung brachte eine radikale Zensur der Medien mit sich. Um den immer häufiger auftretenden oftmals aus blutigen Studentenbewegungen Herr zu werden, wurden Demonstrationen jeglicher Art, sowie politische Aktivitäten und Treffen vor allem von Studenten untersagt. Um sich selbst gegen die wachsende Opposition in der Nationalversammlung zu schützen, führte er einen Artikel ein, der ihn im Falle einer Notfallverordnung auch zur Auflösung des Parlaments befugte.

### Amtszeit und Wahlen des Präsidenten
Bereits 1969 hatte Park die Verfassung ändern lassen, um ein drittes Mal kandidieren zu können. Nun war es nötig geworden, die Verfassung nach seinen Vorstellungen so umzugestalten, dass eine Amtszeit auf Lebzeiten möglich war und die komplette Kontrolle des Staates ihm oblag. So löste er die Beschränkung der Amtsperioden als Präsident auf und erweiterte die Amtszeit von vier auf sechs Jahre. Zeitgleich verlängerte er die Amtszeit der Mitglieder der Nationalversammlung um zwei Jahre, ebenfalls auf sechs Jahre. Allerdings wurde die Amtszeit der Mitglieder, die durch die nationale Wiedervereinigungskonferenz gewählt wurden auf drei Jahre gekürzt. Damit wollte Park eine stabilere und langfristigere Regierung schaffen.
Die neue Verfassung nahm ebenfalls einige markante Änderungen im Regierungsaufbau vor. So wurde in Kapital III die „Nationale Wiedervereinigungskonferenz“ als Staatsorgan eingeführt.  Dieses Organ sollte als Wahlmännergremium zur Präsidentschaftswahl fungieren. Man kehrte damit wieder zum ursprünglichen Präsidentschaftswahlsystem aus Zeiten unter Rhee Syng-man zurück, dass seit der 6. Verfassung durch allgemeine, gleiche und geheime Direktwahlen ersetzt worden war. Park war es aufgrund von Gesetzen möglich, sich selbst auf unbestimmte Zeit wählen zu lassen und seine Amtszeit auf Lebenszeit auszuweiten.

## Organe und Wahlgremien

### Nationale Wiedervereinigungskonferenz

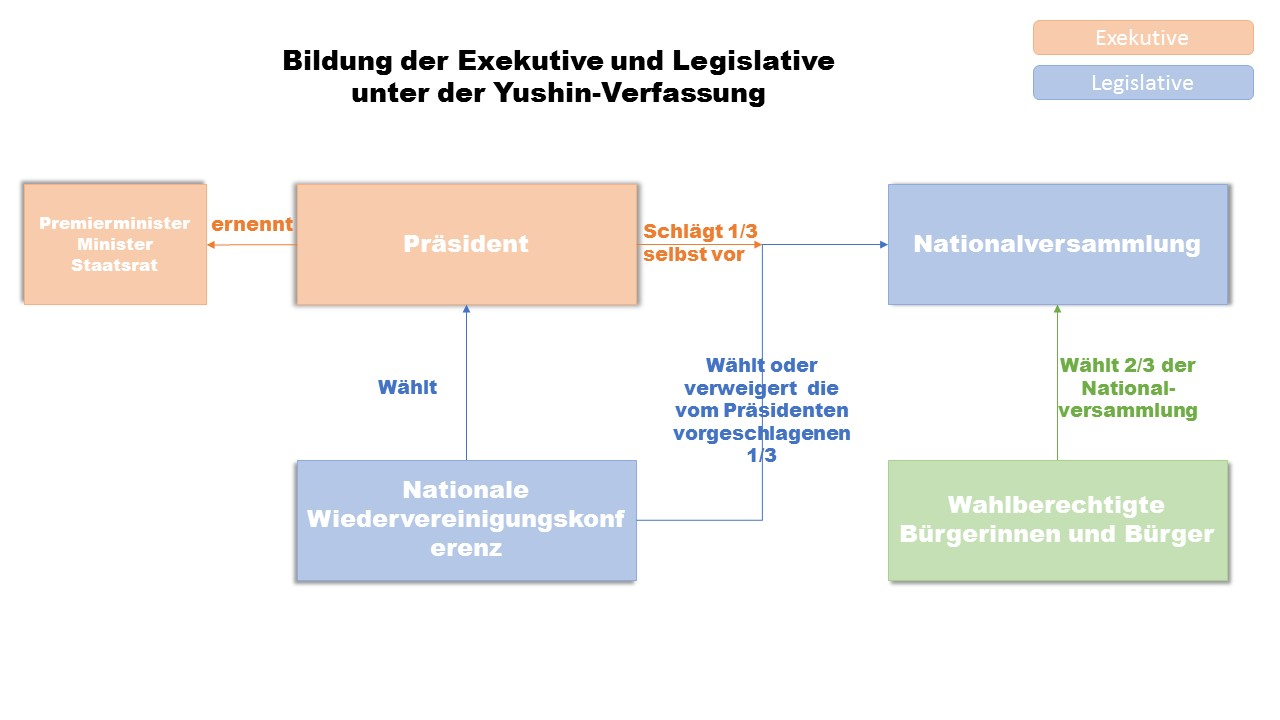
Die Bildung der Exekutive und Legislative unter der Yushin-Verfassung

Die Nationale Wiedervereinigungskonferenz (hangeul: 통일주체국민회의) wurde in der Yushin-Verfassung als wichtigstes Wahlgremium begründet. Ihre Mitglieder wurden in direkten allgemeinen Wahlen gewählt und durften weder Inhaber eines öffentlichen Amtes noch Mitglied einer politischen Partei sein. Zudem durften sie nicht der Nationalversammlung angehören. Die Zahl der Delegierten musste zwischen 2.000 und 5.000 Personen liegen. Da vor allem viele Repräsentanten aus der Wirtschaft um einen Platz in der nationalen Wiedervereinigungskonferenz kandidierten und die Reformen der vergangenen Jahre bedeutende positive Entwicklungen auf die Wirtschaft genommen hatten, setzte sich die Konferenz hauptsächlich aus Park-Sympathisanten zusammen.
In einer weiteren Wahl wurde nun durch die Nationale Wiedervereinigungskonferenz der Präsident gewählt.
Jedoch erhielt die Nationale Wiedervereinigungskonferenz noch eine weitere wichtige Aufgabe. Sie durfte ein Drittel der Nationalversammlung wählen. Diesen Wahlen lag eine Liste des Präsidenten zu Grunde, in der er potenzielle Kandidaten vorschlug. Die nationale Wiedervereinigungskonferenz konnte diese entweder komplett annehmen oder ablehnen. Des Weiteren war sie befugt über Verfassungsänderungen zu entscheiden, die von der Nationalversammlung beschlossen worden waren.

### Die Nationalversammlung
Die Nationalversammlung der Republik Südkorea, auch Gukhoe (hangeul: 국회) ist ein bereits 1948 in der ersten Verfassung der Republik Korea verankertes Gremium. Sie stellt bis heute die Legislative in Korea da und wird an dritter Stelle in der heutigen Verfassung geführt. Die Yushin-Verfassung hingegen räumte ihr nur einen untergeordneten Platz ein und verminderte ihren Einflussbereich. So wurde 1/3 der Nationalversammlung indirekt durch den Präsidenten bestimmt und durch die nationale Wiedervereinigungskonferenz gewählt. Gemeinsam mit den Stimmen der DRP – die mittlerweile nicht mehr die alleinige absolute Mehrheit der Stimmen auf sich vereinigen konnte – konnte Park sich seiner Regierung gewiss sein, da er nun die Hälfte aller Stimmen hinter sich wusste.
Park hatte sich durch dieses System vor dem wachsenden Misstrauen der ärmeren Bevölkerung und der zunehmend stärkeren Oppositionspartei abgesichert und hatte damit eine legale Diktatur erschaffen.

## Demonstrationen und das Ende der Yushin-Verfassung
Nach der Einführung der neuen Verfassung gab es etliche Proteste. Park erließ in den folgenden Jahren erste Notverordnungen. Danach wurde es ruhiger im Land. Eine 1975 durchgeführte Wahl sollte zeigen, ob die Bevölkerung noch hinter der Politik ihres Präsidenten stand. Park gewann sie knapp.

Trotz aller von Park getroffenen Maßnahmen wuchs die Verunsicherung in der Bevölkerung. Im Juli 1978 konnte er zwar erfolgreich wiedergewählt werden, jedoch verlor seine Partei mit nur 68 Sitzen die Mehrheit im Parlament. Um regierungsfähig zu bleiben, mussten nun die von ihm vorgeschlagenen Mitglieder, die durch die nationale Wiedervereinigungskonferenz gewählten wurden, hinzugezogen werden.

### Ende der Yushin-Verfassung
Als 1979 der Oppositionsführer Kim Young-sam erneut in seinem Amt als Präsident der Oppositionspartei bestätigt wurde und begann, durch die Lockerung der Notverordnungen (nun wieder erlaubte) Kritik am Regime zu üben, sah Park seine Regierung in Gefahr. Durch Ausnutzung der Gesetze der Yushin-Verfassung entzog die Regierung am 4. Oktober Kims Mandat in der Nationalversammlung. Aus Solidarität legten sämtliche Oppositionspolitiker ihre Mandate ebenfalls nieder.
Das Fehlen der Opposition beunruhigt die Bürgerinnen und Bürger so stark, dass es in den darauffolgenden Wochen zu den bisher heftigsten Aufständen unter der Yushin-Verfassung kam. Als Park versuchte, die sich wie ein Lauffeuer ausbreitenden Protestbewegungen mit Militärgewalt niederzustrecken, eskalierte die Situation. Diese Protestbewegung wurde auch Busan-Masan-Proteste genannt.
Diese Maßnahmen stießen auch bei Park-Anhänger auf großen Widerstand. Am Abend des 26. Oktober 1979 wurde Park von seinem Geheimdienstchef  Kim Jae-kyu während eines gemeinsamen Abendessens erschossen. Nach eigenen Aussagen hatte er dies getan, um der Demokratie in Südkorea eine neue Chance zu geben.
Nach Parks Ermordung begann das von ihm errichtete System zu schwanken. Nach der Ernennung Choi Kyu-has zum vorübergehenden Präsidenten wurden Stimmen laut, die eine neue Verfassung forderten. Es kam wiederholt zu gewalttätigen Protesten, die zumeist von Studenten ausgingen. Am 27. Oktober 1980 trat unter dem frisch gewählten Präsidenten Chun Doo-hwan eine neue Verfassung in Kraft, die allerdings eher einer abgewandelten Form der Yushin-Verfassung entsprach. Bis im Jahre 1986 eine weitere Verfassung erlassen wurde, die erstmals seit Parks Machtergreifung eine voll funktionsfähige Demokratie vorsah, herrschten in der Republik Korea unruhige und turbulente Zeiten.

## Weiterführende Literatur
- Byung-Kook Kim: The Park Chung Hee Era: The Transformation of South Korea, Harvard University Press, 2013, ISBN 978-0-674-07231-2.
- Jin-Wook Shin: Modernisierung und Zivilgesellschaft in Südkorea: Zur Dynamik von Gewalt und Heiligkeit in der modernen Politik (Sozialwissenschaften), Deutscher Universitätsverlag, 2005, ISBN 978-3-8244-4590-5.
- Jürgen Kleiner: Korea: A Century of Change, World Scientific Publishing Company, 2001, ISBN 978-981-02-4657-0.
- Thomas Kern: Südkoreas Pfad zur Demokratie: Modernisierung, Protest, Regimewechsel (Studien zur Demokratieforschung), Campus Verlag, 2005, ISBN 978-3-593-37862-6.
- Yong-Hun Jo: Entwicklungspolitik und Kirche in Südkorea, Waxmann Verlag, 2001, ISBN 978-3-8309-1007-7.